# Фридерика Амалия Датска
Фридерика Амалия Датска (на датски: Frederikke Amalie af Danmark; на немски: Friederike Amalie von Dänemark; * 11 април 1649, Копенхаген; † 30 октомври 1704, Кил) е принцеса от Дания и Норвегия от род Олденбург и чрез женитба херцогиня на Шлезвиг-Холщайн-Готорп (1667 – 1695).

## Живот
Тя е втората дъщеря на краля на Дания Фредерик III (1609 – 1670) и съпругата му принцеса София Амалия фон Брауншвайг-Каленберг (1628 – 1685), единствената дъщеря на херцог Георг фон Брауншвайг-Каленберг (1582 -1641) и принцеса Анна Елеонора фон Хесен-Дармщат (1601 – 1659). По-малка сестра е на Кристиан V (1646 – 1699), крал на Дания и Норвегия. По-малката ѝ сестра Улрика Елеонора (1656 – 1693) е омъжена на 6 май 1680 г. за Карл XI, крал на Швеция.
Фридерика Амалия се омъжва на 24 октомври 1667 г. в дворец Глюксбург за херцог Кристиан Албрехт фон Шлезвиг-Холщайн-Готорп (* 3 февруари 1641; † 6 януари 1695), херцог (1659 – 1695), син на херцог Фридрих III фон Шлезвиг-Холщайн-Готорп (1597 – 1659) и съпругата му Мария Елизабет Саксонска (1610 – 1684). Фридерика Амалия става вдовица през 1695 г. и със собствени пари реставрира вдовишкия си дворец в Кил.
- Фридерика Амалия
- Фридерика Амалия
- Сватбена снимка на Фридерика Амалия и Кристиан Албрехт

## Деца
Фридерика Амалия и Кристиан Албрехт имат децата:
- София Амалия (1670 – 1710), омъжена на 7 юли 1695 г. за херцог Август Вилхелм фон Брауншвайг-Волфенбютел (1662 – 1731)
- Фридрих IV (1671 – 1702), херцог на Шлезвиг-Холщайн-Готорп (1695 – 1702), женен на 12 май 1698 г. в Карлберг за принцеса Хедвиг София Шведска (1681 – 1708), дъщеря на шведския крал Карл XI
- Кристиан Август (1673 – 1726), княжески епископ на Любек (1705 – 1726), женен на 2 септември 1704 г. за маркграфиня Албертина Фридерика фон Баден-Дурлах (1682 – 1755), дъщеря на маркграф Фридрих VII Магнус фон Баден-Дурлах
- Мария Елизабет (1678 – 1755), абатиса на манастир Кведлинбург (1718 – 1755)